# Drzewiszka
Drzewiszka (Rhipidomys) – rodzaj ssaków z podrodziny bawełniaków (Sigmodontinae) w obrębie rodziny chomikowatych (Cricetidae).

## Rozmieszczenie geograficzne
Rodzaj obejmuje gatunki występujące w skrajnie południowej Ameryce Środkowej i Południowej.

## Morfologia
Długość ciała (bez ogona) 63–210 mm, długość ogona 82–266 mm, długość ucha 12–32 mm, długość tylnej stopy 18,5–38 mm; masa ciała 21–218 g.

## Systematyka
Rodzaj zdefiniował w 1845 roku niemiecki przyrodnik i badacz Johann Jakob von Tschudi w książce swojego autorstwa zatytułowanej Badania nad fauną Peru. Gatunkiem typowym jest (oznaczenie monotypowe) drzewiszka białostopa (R. leucodactylus).

### Etymologia
Rhipidomys (Rhipodomys, Rhipidomus, Rhidomys, Phipidomys, Rhipdomys, Rhipodmys, Rhyppidomis, Rhidpidomys, Ripidomys): gr. ῥιπις rhipis, ῥιπιδος rhipidos ‘wachlarz’; μυς mus, μυος muos ‘mysz’.

### Podział systematyczny
Do rodzaju należą następujące gatunki:
| Grafika | Gatunek                   | Autor i rok opisu                                                                                    | Nazwa zwyczajowa        | Podgatunki         | Rozmieszczenie geograficzne | Podstawowe wymiary                                  | Status IUCN |
| ------- | ------------------------- | --- | ----------------------- | ------------------ | --- | --------------------------------------------------- | ----------- |
|         | Rhipidomys latimanus      | (Tomes, 1860)                                                                                        | drzewiszka szerokostopa | gatunek monotypowy | skrajnie wschodnie Panama, zachodnia Kolumbia, zachodni Ekwador i północno-zachodnie Peru; zakres wysokości: 450–3000 m n.p.m.                                        | DC: 9,8–12,4 cm DO: 13,5–18,4 cm MC: 50–63 g        | LC          |
|         | Rhipidomys caucensis      | J.A. Allen, 1913                                                                                     | drzewiszka kolumbijska  | gatunek monotypowy | endemit Kolumbii: Andy w Cauca, Valle del Cauca, Antioquia i Huila; zakres wysokości: 1830–3500 m n.p.m.                                                              | DC: około 10,3 cm DO: około 13,3 cm MC: brak danych | DD          |
|         | Rhipidomys similis        | J.A. Allen, 1912                                                                                     |                         | gatunek monotypowy | endemit Kolumbii: Andy w Cauca, Valle de Cauca i Hulia; zakres wysokości: 1830–2400 m n.p.m.                                                                          | DC: 12,8–16,5 cm DO: 18,4–19,2 cm MC: brak danych   | NE          |
|         | Rhipidomys fulviventer    | O. Thomas, 1896                                                                                      | drzewiszka płowobrzucha | gatunek monotypowy | skrajnie południowo-zachodnia Wenezuela (Páramo de Tamá) oraz wschodnie Andy w środkowej Kolumbii; zakres wysokości: 1800–3100 m n.p.m.                               | DC: 8,8–11,2 cm DO: 10,7–13,3 cm MC: 25–46 g        | LC          |
|         | Rhipidomys venezuelae     | O. Thomas, 1896                                                                                      | drzewiszka wenezuelska  | gatunek monotypowy | lasy wilgotne i suche w północnej Kolumbii oraz północno-zachodneij i północno-środkowej Wenezueli; zakres wysokości: około 710 m n.p.m.                              | DC: 12–15,2 cm DO: 13,4–18,8 cm MC: 74–81 g         | LC          |
|         | Rhipidomys couesi         | (J.A. Allen & F.M. Chapman, 1893)                                                                    | drzewiszka nizinna      | gatunek monotypowy | środkowa Kolumbia do północnej Wenezueli (wraz z wyspą Margarita) oraz Trynidad i Tobago (Trynidad); zakres wysokości: 10–1500 m n.p.m.                               | DC: 15–21 cm DO: 17,1–19,5 cm MC: 53–125 g          | LC          |
|         | Rhipidomys venustus       | O. Thomas, 1900                                                                                      | drzewiszka powabna      | gatunek monotypowy | endemit Wenezueli: lasy mgliste w Cordillera de Mérida; zakres wysokości: powyżej 1000 m n.p.m.                                                                       | DC: 12,1–15 cm DO: 12,3–16,5 cm MC: 41–75 g         | LC          |
|         | Rhipidomys ochoagrateroli | F.J. García, T.G. Almeida, M. Machado, Delgado-Jaramillo, Araujo-Reyes, Vásquez-Parra & Flórez, 2020 |                         | gatunek monotypowy | endemit Wenezueli: górt w Lara–Falcón, Kordyliera Nadbrzeżna (Serra de Arpa i Serranía del Litoral); zakres wysokości: 1300–2225 m n.p.m.                             | DC: 11,1–19 cm DO: 13,7–19 cm MC: 37–81 g           | NE          |
|         | Rhipidomys tenuicauda     | (J.A. Allen, 1899)                                                                                   |                         | gatunek monotypowy | endemit Wenezueli: Serranía de Turimiquire; zakres wysokości: 945–2200 m n.p.m.                                                                                       | DC: 10,9–12,8 cm DO: 12,5–15,7 cm MC: brak danych   | NE          |
|         | Rhipidomys wetzeli        | A.L. Gardner, 1989                                                                                   | drzewiszka dżunglowa    | gatunek monotypowy | południowa Wenezuela (Amazonas i Bolívar) i skrajnie zachodnia Gujana (góra Roraima); być może północna Brazylia; zakres wysokości: 1030–1850 m n.p.m.                | DC: 6,3–10,3 cm DO: 8,2–13 cm MC: 20–39 g           | LC          |
|         | Rhipidomys leucodactylus  | (von Tschudi, 1845)                                                                                  | drzewiszka białostopa   | gatunek monotypowy | południowa Kolumbia, południowa Weneuela i region Gujana do Ekwadoru, Peru, środkowej Brazylii i środkowej Boliwii                                                    | DC: 17,7–21 cm DO: 22–24 cm MC: 125–218 g           | LC          |
|         | Rhipidomys albujai        | J. Brito, Tinoco, Chávez, Moreno-Cárdenas, Batallas & Ojala-Barbour, 2017                            |                         | gatunek monotypowy | endemit Ekwadoru: ograniczony do miejsca typowego w Andach (Park Narodowy Sangay); zakres wysokości: 1400–1800 m n.p.m.                                               | DC: 11,8–13 cm DO: 14,6–16,2 cm MC: 46–62 g         | NE          |
|         | Rhipidomys nitela         | O. Thomas, 1901                                                                                      | drzewiszka wspaniała    | gatunek monotypowy | amazońskie niziny w południowej Wenezueli, regionie Gujana, północno-środkowej Brazylii oraz Trynidad i Tobago (Małe Tobago); zakres wysokości: powyżej 1400 m n.p.m. | DC: 10,8–13,5 cm DO: 15,2–17,9 cm MC: 44–68 g       | LC          |
|         | Rhipidomys macconnelli    | de Winton, 1900                                                                                      | drzewiszka wyżynna      | gatunek monotypowy | tepui Wyżyny Gujańskiej w południowej Wenezueli i przyległe obszary Gujany i północnej Brazylii; zakres wysokości: 750–2600 m n.p.m.                                  | DC: 10,2–12,3 cm DO: 14,8–18,1 cm MC: 26–50 g       | LC          |
|         | Rhipidomys emiliae        | (J.A. Allen, 1916)                                                                                   | drzewiszka amazońska    | gatunek monotypowy | endemit Brazylii: na południe od rzeki Amazonka, od zachodniego brzegu rzeki Tapajós na wschód do Maranhão, na południe do Mato Grosso                                | DC: 11,6–15,6 cm DO: 14,3–17,5 cm MC: 50–87 g       | LC          |
|         | Rhipidomys cariri         | Tribe, 2005                                                                                          | drzewiszka samotna      | gatunek monotypowy | endemit Brazylii: półsuche obszary caatingi w Ceará, Pernambuco i połnocnej Bahii                                                                                     | DC: 13–19 cm DO: 14,3–27 cm MC: brak danych         | DD          |
|         | Rhipidomys ipukensis      | R.G. Rocha, B.M.de A. Costa & L.P. Costa, 2011                                                       | drzewiszka ipukeńska    | gatunek monotypowy | endemit Brazylii: znany tylko z 3 miejsc w Tocantins | DC: 9,9–14,1 cm DO: 11,3–16,5 cm MC: 40–103 g       | DD          |
|         | Rhipidomys ybyrae         | Lanes & Bonvicino, 2023                                                                              |                         | gatunek monotypowy | endemit Brazylii:środkowa Amazonia i Cerrado | DC: brak danych DO: brak danych MC: brak danych     | NE          |
|         | Rhipidomys modicus        | O. Thomas, 1926                                                                                      | drzewiszka inkaska      | gatunek monotypowy | endemit Peru: wschodni zbocza Andów na południe od rzeki Marañón; zakres wysokości: 700–1800 m n.p.m.                                                                 | DC: 13–16,5 cm DO: około 17,5 cm MC: brak danych    | LC          |
|         | Rhipidomys gardneri       | J.L. Patton, M.N.F. da Silva & Malcolm, 2000                                                         | drzewiszka peruwiańska  | gatunek monotypowy | wschodnie Peru (od Loreto na południe do Madre de Dios), zachodnia Brazylia (Acre) i północno-zachodnia Boliwia (La Paz); zakres wysokości: 200–2500 m n.p.m.         | DC: 16,1–19 cm DO: 17,7–19,4 cm MC: 126–155 g       | LC          |
|         | Rhipidomys ochrogaster    | J.A. Allen, 1901                                                                                     | drzewiszka żółtobrzucha | gatunek monotypowy | endemit Peru: wschodnie zbocza Andów w Puno; zakres wysokości: 1220–1940 m n.p.m.                                                                                     | DC: 15,2–15,4 cm DO: 19,8–23 cm MC: około 129 g     | DD          |
|         | Rhipidomys macrurus       | (P. Gervais, 1855)                                                                                   | drzewiszka długoogonowa | gatunek monotypowy | północno-wschodnia i środkowa Brazylia (Piauí i Tocantins na południe do Mato Grosso do Sul) i północno-wschodni Paragwaj                                             | DC: 11,3–15,7 cm DO: 13,6–19 cm MC: 61–112 g        | LC          |
|         | Rhipidomys bezerrensis    | Campos, Percequillo & Langguth, 2022                                                                 |                         | gatunek monotypowy | endemit Brazylii: znany tylko z miejsca typowego w Bezerros (Pernambuco); zakres wysokości: około 770 m n.p.m.                                                        | DC: 11,4–12,4 cm DO: 14,8–16,1 cm MC: 45–51 g       | NE          |
|         | Rhipidomys caracolensis   | Campos, Percequillo & Langguth, 2022                                                                 |                         | gatunek monotypowy | endemit Brazylii: znany z 6 miejsc w południowym Piauí, zachoidniej Bahii i północnego Minas Gerais                                                                   | DC: 10,3–14,8 cm DO: 14,2–21,6 cm MC: 53–105 g      | NE          |
|         | Rhipidomys mastacalis     | (P.W. Lund, 1840)                                                                                    | drzewiszka atlantycka   | gatunek monotypowy | endemit Brazylii: Paraíba na południe do Rio de Janeiro; populacje z Ceará i Goiás należą być może do tego gatunku                                                    | DC: 12,4–15,1 cm DO: 14,7–16,7 cm MC: 55–100 g      | LC          |
|         | Rhipidomys tribei         | E.A. Goldman, 1913                                                                                   | drzewiszka nowa         | gatunek monotypowy | endemit Brazylii: znany z 3 miejsc w Minas Gerais i Espírito Santo; zakres wysokości: 1300 m n.p.m.                                                                   | DC: 9,6–13 cm DO: 13,1–15 cm MC: 36–68 g            | DD          |
|         | Rhipidomys itoan          | B.M. de A. Costa, Geise, Pereira & L.P. Costa, 2011                                                  | drzewiszka itoańska     | gatunek monotypowy | endemit Brazylii: Rio de Janeiro i São Paulo włącznie z przybrzeżnymi wyspami                                                                                         | DC: 11,9–16,5 cm DO: 13,8–21 cm MC: 50–112 g        | LC          |
|         | Rhipidomys austrinus      | O. Thomas, 1921                                                                                      | drzewiszka podgórska    | gatunek monotypowy | zalesione doliny w Yungas w zachodnio-środkowej Boliwii na południe do północnej Argentyny; zakres wysokości: 360–2000 m n.p.m.                                       | DC: 12,5–13,7 cm DO: 13,6–16,5 cm MC: 51–70 g       | LC          |

Kategorie IUCN:  LC  – gatunek najmniejszej troski,  DD  – gatunki o nieokreślonym stopniu zagrożenia;  NE  – gatunki niepoddane jeszcze ocenie.